# Ryan O'Reilly
Ryan O’Reilly (Clinton, Ontario, Kanada, 7. veljače 1991.) kanadski je profesionalni hokejaš na ledu koji igra na poziciji centra. Trenutačno je član Colorado Avalanchea koji se natječe u NHL-u.

## Klupska karijera
Prve ozbiljnije korake u hokeju na ledu O’Reilly čini u sezoni 2007./08. nakon što su ga na draftu OHL-a kao prvi izbor ugrabili Erie Otters. U klubu provodi dvije sezone te odigrava 129 utakmica u regularnoj sezoni pri čemu bilježi 118 bodova, odnosno 35 pogotka i 83 asistencije. Dobio je nekoliko klupskih priznanja, a jedno od najznačajnijih je ono za novaka godine koje je dobio u svojoj prvoj sezoni u Ottersima.

### Colorado Avalanche (2009.)
Na draftu 2009. godine u 2. krugu kao 33. izbor odabrao ga je Colorado Avalanche. Iako većina potencijala nakon drafta biva poslana na kaljenje u podružnice, na iznenađenje mnogih, O'Reilly je od prve utakmice sezone bio u prvoj momčadi. Tu priliku je toliko dobro iskoristio da je vodstvo Avalanchea 19. listopada 2009. obznanilo odluku da će cijelu sezonu provesti u klubu. Prvi bod, odnosno, asistenciju u profesionalnoj karijeri postigao je na ujedno i prvoj NHL utakmici protiv San Jose Sharska 1. listopada 2009. godine. Na prvi pogodak morao je čekati tek dva tjedna. Naime, 15. listopada 2009. godine u utakmici protiv Montreal Canadiensa postiže svoj prvi gol u NHL-u koji je ujedno bio i gol odluke.

## Reprezentacijska karijera
Prve reprezentacijske korake čini kao član mlade reprezentacije Kanade (do 18.), te ujedno i kao kapetan momčadi, koja 2009. godine nastupa na Svjetskom juniorskom prvenstvu (za igrače do 18 godina). Kanada je ostala bez medalje završivši četvrtoplasirana. O'Reilly je odigrao šest utakmica na prvenstvu te pri tome upisao pet bodova.

## Statistika karijere
Bilješka: OU = odigrane utakmice, G = gol, A = asistencija, Bod = bodovi, KM = kaznene minute

### Klub
| 2006./07.       | Toronto Jr. Canadiens | OPJHL           | 1   | 1  | 0  | 1   | 0  | — | — | — | — | — |
| 2007./08.       | Erie Otters           | OHL             | 61  | 19 | 33 | 52  | 14 | — | — | — | — | — |
| 2008./09.       | Erie Otters           | OHL             | 68  | 16 | 50 | 66  | 26 | 5 | 0 | 5 | 5 | 2 |
| 2009./10.       | Colorado Avalanche    | NHL             | 44  | 5  | 13 | 18  | 14 |   |   |   |   |   |
| Sveukupno - OHL | Sveukupno - OHL       | Sveukupno - OHL | 129 | 35 | 83 | 118 | 40 | 5 | 0 | 5 | 5 | 2 |
| Sveukupno - NHL | Sveukupno - NHL       | Sveukupno - NHL | 44  | 5  | 13 | 18  | 14 |   |   |   |   |   |

### Reprezentacija
| Godina              | Reprezentacija      | Natjecanje          |   | OU | G | A | Bod | KM |
| ------------------- | ------------------- | ------------------- | - | -- | - | - | --- | -- |
| 2009.               | Kanada (Juniori)    | SJP-18              | 6 | 2  | 3 | 5 | 0   |    |
| Sveukupno - Juniori | Sveukupno - Juniori | Sveukupno - Juniori | 6 | 2  | 3 | 5 | 0   |    |

## Privatni život
Ryanov stariji brat, Cal, također je hokejaš te nastupa u NHL-u u dresu Nashville Predatorsa.

## Vanjske poveznice
- Profil na NHL.com
- Profil na The Internet Hockey Database